# Alaska National Interest Lands Conservation Act
Der Alaska National Interest Lands Conservation Act (kurz ANILCA) ist ein Gesetz in den Vereinigten Staaten, das 1980 vom Kongress verabschiedet und am 2. Dezember desselben Jahres von Präsident Jimmy Carter in Kraft gesetzt wurde.
Der ANILCA regelte die Schaffung neuer und Erweiterung bestehender Schutzgebiete in Alaska unter der Verwaltung des National Park Service. Außerdem wurde in öffentlichem Besitz befindliches Land unter die Verwaltung von United States Forest Service und United States Fish and Wildlife Service gestellt. Insgesamt wurden 321.900 km² öffentliches Land neu als Schutzgebiete ausgewiesen, etwa ein Drittel davon als Wilderness Area, der strengsten Klasse von Naturschutzgebieten der Vereinigten Staaten.

## Geschichte
Die Ursprünge des ANILCA gehen zurück bis in die 1950er-Jahre, als das Alaska-Territorium durch den Alaska Statehood Act von 1958 zum 49. Bundesstaat der USA wurde. Der neue Bundesstaat war berechtigt, 420.000 km² der insgesamt 1,5 Millionen km² für wirtschaftliche Zwecke zu nutzen.
1971 wurde der Alaska Native Claims Settlement Act verabschiedet, der die Gebietsansprüche der Ureinwohner Alaskas regelte. Dieses Gesetz ermächtigte außerdem das Innenministerium, bis zum 18. Dezember 1973 rund 325.000 km² als mögliche Erweiterungen von Nationalparks, National Wildlife Refuges, National Wild and Scenic Rivers oder National Forests auszuwählen. Danach hatte der Kongress fünf Jahre Zeit, um über den Vorschlag des Innenministeriums zu entscheiden.
Innenminister Rogers Morton schlug im März 1972 von Naturschutzgruppen wie dem Sierra Club empfohlene Gebiete vor, die bis zu einer Entscheidung durch den Kongress dem Zugriff des Bundesstaats Alaska entzogen waren. Zu der Empfehlung gehörten 325.000 km² für Schutzgebiete sowie 180.000 km² für wissenschaftliche Studien mit der Option, dieses Land später auch in Schutzgebiete umzuwandeln. Außerdem reservierte Morton 160.000 km² um Siedlungen und traditionelle Orte der Ureinwohner, die zu deren Verfügung stehen sollten, sowie weitere 12.000 km² als Kompensation für Land, das ihnen durch die Schaffung der Schutzgebiete verloren gehen würde.
140.000 km² wurden in dem Vorschlag dem Bundesstaat Alaska zur Verfügung gestellt. Weitere Landnutzung musste bis zur Entscheidung des Kongresses warten. Alaska fühlte sich dadurch übergangen und aus dem Prozess ausgegliedert und klagte gegen den Vorschlag. 1973 zog der Bundesstaat die Klage im Austausch gegen das Recht, einige Bereiche aus den reservierten Regionen zu nutzen, zurück. Im Dezember 1973 übergab der Innenminister schließlich die endgültige Empfehlung mit einer Landfläche von über 335.000 km² – etwa die Fläche Norwegens – an den Kongress.
1977 reichte Mo Udall, ein Abgeordneter Arizonas im Repräsentantenhaus der Vereinigten Staaten, einen Gesetzesentwurf ein, der mit 465.000 km² unter Schutz zu stellendem Land in Alaska weit über den Vorschlag von Morton hinausging und unter der Bezeichnung „H.R. 39“ bekannt wurde. Auf der bundesstaatlichen Ebene war für den Entwurf eine breite Mehrheit vorhanden, Politiker in Alaska fühlten ihren Staat aber durch das Gesetz in seiner Entwicklung gebremst und eingeschränkt, insbesondere weil der Abbau von Bodenschätzen nicht in vollem Umfang stattfinden könne. Der Senat zögerte trotz zustimmender Mehrheit mit der Verabschiedung des Gesetzesentwurfs, weil die Senatoren Alaskas, Ted Stevens und Mike Gravel, dagegen waren. Stevens und Gravel versuchten, die Verabschiedung bis nach dem Stichtag im Dezember 1978 zu verzögern und dadurch zu Fall zu bringen. Insbesondere Gravel drohte, das Gesetz im Alleingang per Filibuster zu blockieren.
Kurz vor Ablauf der Frist von fünf Jahren hatte der Kongress noch kein entsprechendes Gesetz erlassen. Um zu verhindern, dass der Vorschlag seines Ministeriums am 17. Dezember 1978 verfällt und das Land für anderweitige Nutzung freigegeben wird, reservierte Innenminister Cecil D. Andrus im Rahmen des Federal Land Policy and Management Act am 16. November 1978 425.000 km² für weitere drei Jahre bis zum 19. November 1981. Auch der Landwirtschaftsminister stellte 45.000 km² für zwei Jahre zurück, um eine Entscheidung des Kongresses zu ermöglichen.
Am 1. Dezember 1978 proklamierte Jimmy Carter auf Basis des Antiquities Acts, der dem Präsidenten das Recht einräumt, die Nutzung öffentlichen Lands von historischer oder wissenschaftliche Bedeutung einseitig und ohne Zustimmung des Kongresses einzuschränken, 222.500 km² als National Monuments und unterstellte sie dem National Park Service, dem United States Fish and Wildlife Service und dem United States Forest Service.
In Alaska erhoben sich wütende Proteste gegen die Entscheidung des Präsidenten. Viele Einwohner des Staates fühlten sich als Outsider und Pioniere und sprachen der Politik in den Lower 48 ab, ihre Bedürfnisse zu verstehen. In Eagle verbrannten aufgebrachte Bürger eine Strohpuppe mit den Zügen Carters und verglichen Andrus mit Hitler.
Im Mai 1979 stimmte das Repräsentantenhaus erneut über den Gesetzentwurf Udalls ab und erreichte eine noch größere Mehrheit als beim ersten Anlauf, der Senat verzögerte weiter. Am 12. Februar 1980 verlängerte der Innenminister die Reservierung für 160.000 km² Land um weitere 20 Jahre, um dem Ablauf der Dreijahresfrist im November 1981 vorzubeugen. In Kompromissgesprächen zwischen Repräsentantenhaus und Senat wurde der Entwurf reduziert, zehntausende Quadratkilometer wurden ganz aus dem Schutz herausgenommen, die Arctic National Wildlife Refuge bekam eine besondere Klausel, nach der zu einem späteren Zeitpunkt über Erdöl- und Erdgas-Bohrungen zu entscheiden wäre und große Teile der geplanten Nationalparks wurden in den geringeren Schutzstatus einer National Preserve umgewandelt, in denen insbesondere die Jagd weiterhin zulässig ist. Am 2. Dezember 1980 schließlich, in den letzten Tagen des 96. Kongresses, unterzeichnete Jimmy Carter, bereits abgewählt und einen Monat vor Ende seiner Amtszeit, nach langer Debatte den Alaska National Interest Lands Conservation Act.
Carter blieb in Alaska zutiefst unpopulär und erhielt dort bei den Präsidentschaftswahlen 1980 nur 26 Prozent der Stimmen. Bis zum Jahr 2000 war in Alaska jedoch eine milliardenschwere Tourismusindustrie aufgeblüht und Umfragen zeigten, dass die Einwohner Carters Gesetz befürworteten.

## Neu geschaffene Schutzgebiete

### Nationalparks, National Monuments und Wildlife Refuges
Die folgende Tabelle umfasst sowohl die am 1. Dezember 1978 durch Jimmy Carter proklamierten als auch die am 2. Dezember 1980 durch die Verabschiedung des ANILCA entstandenen Schutzgebiete.
| National Park System | National Wildlife Refuge System |
| - Aniakchak National Monument - Bering Land Bridge National Preserve - Cape Krusenstern National Monument - Gates-of-the-Arctic-Nationalpark - Kobuk-Valley-Nationalpark - Lake-Clark-Nationalpark - Noatak National Preserve - Wrangell-St.-Elias-Nationalpark - Yukon-Charley Rivers National Preserve | - Alaska Peninsula National Wildlife Refuge - Becharof National Wildlife Refuge - Innoko National Wildlife Refuge - Kanuti National Wildlife Refuge - Koyukuk National Wildlife Refuge - Nowitna National Wildlife Refuge - Selawik National Wildlife Refuge - Tetlin National Wildlife Refuge - Yukon Flats National Wildlife Refuge |

Außerdem wurden die dem United States Forest Service unterstehenden National Forests Chugach und Tongass erweitert und die National Monuments Misty Fjords und Admiralty Island im Tongass National Forest neu geschaffen.

### Wild and Scenic Rivers
25 Flüsse, davon 13 innerhalb des National Park Systems, wurden ganz oder in Abschnitten neu als Wild and Scenic River ausgewiesen.
| National Park System |
| Fluss (als Wild and Scenic River ausgewiesener Teil) |
| - Alagnak River (Abschnitt im Katmai-Nationalpark mit Zufluss Nonvianuk River) - Alatna River (Abschnitt im Gates-of-the-Arctic-Nationalpark) - Aniakchak River (Abschnitt im Aniakchak National Monument mit den vier größten Zuflüssen) - Charley River (gesamter Fluss mit den sieben größten Zuflüssen) - Chilikadrotna River (Abschnitt im Lake-Clark-Nationalpark) - John River (Abschnitt im Gates-of-the-Arctic-Nationalpark) - Kobuk River (Abschnitt im Gates-of-the-Arctic-Nationalpark) - Mulchatna River (Abschnitt im Lake-Clark-Nationalpark) - Noatak River (von der Quelle bis zum Kelly River im Noatak National Preserve) - Koyukuk River (die North Fork im Gates-of-the-Arctic-Nationalpark) - Salmon River (Abschnitt im Kobuk-Valley-Nationalpark) - Tinayguk River (Abschnitt im Gates-of-the-Arctic-Nationalpark) - Tlikakila River (Abschnitt im Lake-Clark-Nationalpark) |

Außerdem wurde den Flüssen Andreafsky, Ivishak, Nowitna, Selawik, Sheenjek und Wind unter der Verwaltung des United States Fish and Wildlife Service sowie Birch Creek, Delta, Fortymile, Gulkana und Unalakleet unter der Verwaltung des Bureau of Land Management ganz oder in Teilabschnitten der Status eines Wild and Scenic River zuerkannt. Der Beaver Creek wird in zwei Abschnitten von je einer der beiden Behörden verwaltet.

### Wilderness Areas
110.000 km², verteilt auf 35 Gebiete, wurden als Wilderness Areas, der strengsten Klasse von Naturschutzgebieten in den USA, neu ausgewiesen. Während in den Wilderness Areas der Lower 48 die Natur ohne menschlichen Einfluss bewahrt werden soll, führte der ANILCA für Alaska eine neue Definition dieser Gebiete ein. Viele Bewohner des ländlichen Alaska sind eng mit der sie umgebenden Natur verbunden und sind für ihren Lebensunterhalt von ihr abhängig. Diesem Umstand wurde Rechnung getragen, indem in den neu geschaffenen Wildnisgebieten nicht nur die Natur unter Schutz gestellt wurde, sondern auch die Lebensweise der in und von ihr lebenden Menschen und deren Verbundenheit zu ihr. Der ANILCA erlaubt deshalb in Alaskas Wilderness Areas die Weiternutzung und Instandhaltung bestehender Blockhütten sowie den Bau einer begrenzten Anzahl neuer Hütten, die aus natürlichen Materialien und in landschaftsgebundener Form errichtet werden müssen.
| National Park System | National Wildlife Refuge System | National Forest System |
| - Denali Wilderness - Gates of the Arctic Wilderness - Glacier Bay Wilderness - Katmai Wilderness - Kobuk Valley Wilderness - Lake Clark Wilderness - Noatak Wilderness - Wrangell-Saint Elias Wilderness | - Aleutian Islands Wilderness - Andreafsky Wilderness - Arctic Wildlife Refuge Wilderness - Becharof Wilderness - Innoko Wilderness - Izembek Wilderness - Kenai Wilderness - Koyukuk Wilderness - Nunivak Wilderness - Togiak Wilderness - Semidi Wilderness - Selawik Wilderness - Unimak Wilderness | - Admiralty Island National Monument Wilderness - Coronation Island Wilderness - Endicott River Wilderness - Maurille Islands Wilderness - Misty Fjords National Monument Wilderness - Petersburg Creek-Duncan Salt Chuck Wilderness - Russell Fjord Wilderness - South Baranof Wilderness - South Prince of Wales Wilderness - Stikine-LeConte Wilderness - Tebenkof Bay Wilderness - Tracy Arm-Fords Terror Wilderness - Warren Island Wilderness - West Chichagof-Yakobi Wilderness |

## Erweiterung bestehender Schutzgebiete
Das Yukon Delta National Wildlife Refuge entstand aus Clarence Rhode National Wildlife Range, Hazen Bay National Wildlife Refuge und Nunivak National Wildlife Refuge sowie zusätzlichen 54.000 km² Land. Das Izembek National Wildlife Refuge ging aus der Izembek National Wildlife Range hervor. Das Kodiak National Wildlife Refuge wurde um die Inseln Afognak und Ban ergänzt. Das Togiak National Wildlife Refuge entstand aus dem Cape Newenham National Wildlife Refuge mit zusätzlichen 15.500 km² Land.
| National Park System                                                                                             | National Wildlife Refuge System |
| - Glacier-Bay-Nationalpark (+ 2.100 km²) - Katmai-Nationalpark (+ 4.200 km²) - Denali-Nationalpark (+ 9.800 km²) | - Alaska Maritime National Wildlife Refuge (+ 2.300 km²) - Arctic National Wildlife Refuge (+ 37.000 km²) - Izembek National Wildlife Refuge - Kenai National Wildlife Refuge (+ 1.000 km²) - Kodiak National Wildlife Refuge (+ 200 km²) - Togiak National Wildlife Refuge (+ 15.500 km²) - Yukon Delta National Wildlife Refuge (+ 54.000 km²) |

## Subsistenzwirtschaft
Die Eigenbedarfsnutzung der Ressourcen des Landes in Form von Jagd, Fischerei und Unterkunft wurde in Alaska – nachdem sie für die Ureinwohner seit Jahrtausenden Lebensgrundlage war – erstmals in der 1959 in Kraft getretenen Verfassung des Bundesstaats rechtlich geregelt. Fisch und Wild wurden darin zur uneingeschränkten allgemeinen Nutzung durch die Bevölkerung freigegeben.
Der Alaska Native Claims Settlement Act von 1971 schränkte diese Nutzung in Teilen zu Gunsten der Ureinwohner ein. Dieses Gesetz war der erste Eingriff der Bundesregierung in die Belange Alaskas hinsichtlich der Subsistenzwirtschaft (Subsistence Management). Der ANILCA verpflichtete den Bundesstaat schließlich, die Nutzungsrechte in den Gebieten, die sich im Besitz der Bundesregierung befinden, auf die Bewohner der ländlichen Regionen zu begrenzen. Andernfalls würde Alaska die Zuständigkeit für die Verwaltung der dortigen Nutzungsregelungen verlieren.
Der Bundesstaat hatte bereits 1978 ein Gesetz zur Regelung der Subsistenzwirtschaft erlassen, das sich nicht mit dem ANILCA deckte, da es uneingeschränkte Nutzung vorsah. Ein Novellierung von 1986 glich das Gesetz an den ANILCA an. 1989 entschied der Oberste Gerichtshof jedoch, dass das novellierte Gesetz nicht mit der Verfassung Alaskas in Einklang war. Nach gescheiterten Versuchen, die Verfassung in diesem Punkt zu ändern, übernahm am 1. Juli 1990 die Bundesregierung das Management der Subsistenzwirtschaft auf bundeseigenen Gebieten.